# Formes traditionnelles d'éclairage au Japon
 (septembre 2016).

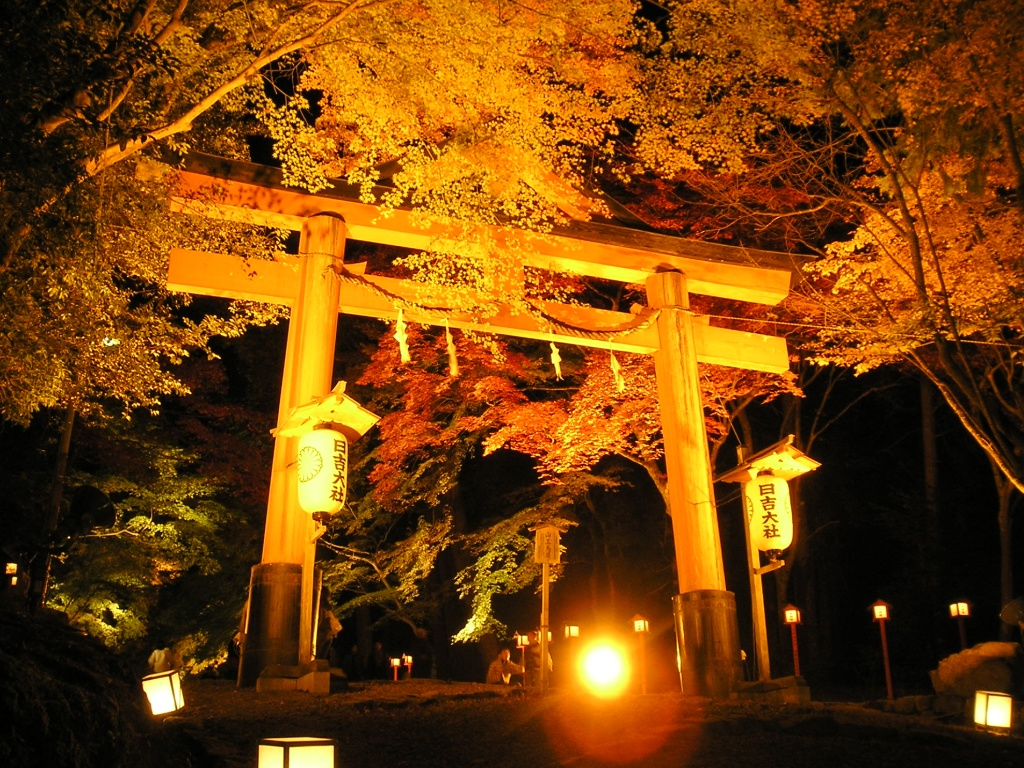
Le festival Momiji matsuri (もみじ祭) au sanctuaire Hiyoshi-taisha.

Les formes traditionnelles d'éclairage au Japon sont constituées de quatre sources de lumière : 
- le andon (行灯?),
- le bonbori (雪洞?),
- le chōchin (提灯?)
- le tōrō (灯篭?).

## Andon
Pour les articles homonymes, voir Andon.

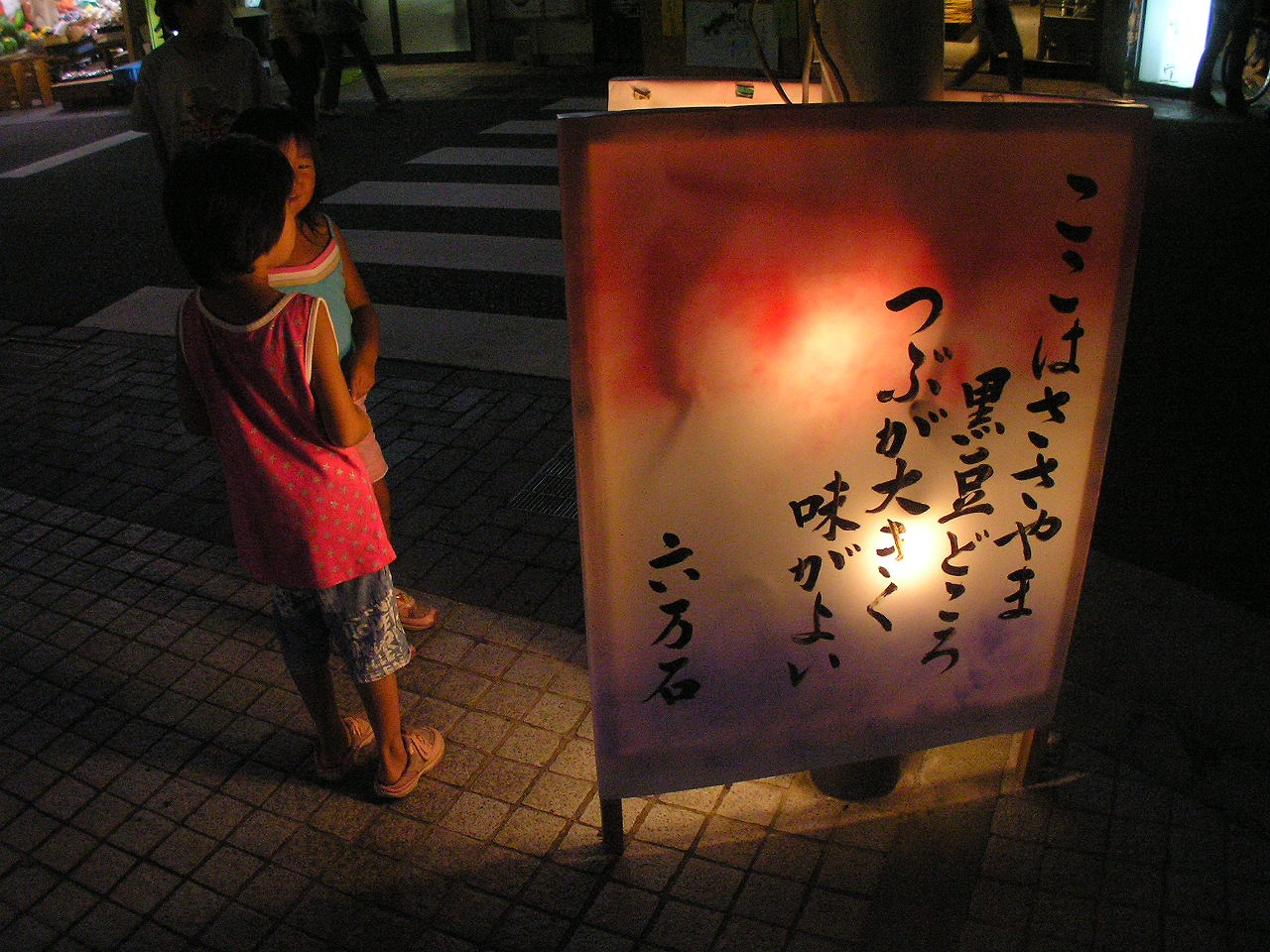
Un andon.

Le andon est une lampe faite de papier étendu sur un cadre de bambou, de métal ou de bois. Le papier protège la flamme du vent. La combustion d'huile dans un support de pierre ou de céramique, avec une mèche de coton, fournit la lumière. L'huile de colza est la plus utilisée. On peut aussi se servir de bougies, mais leur prix plus élevé les rend moins accessibles. L'huile de sardine est une alternative à moindre prix.
Les andon deviennent populaires à l'époque d'Edo. Au début, l'andon est portatif, mais il peut aussi être placé sur un pied ou accroché à un mur. L'okiandon est plus courant à l'intérieur. Beaucoup ont une forme de boîte verticale avec un support intérieur pour la lumière. Certains ont un tiroir au fond pour faciliter le remplissage et l'éclairage. Une poignée sur le dessus le rend portable. L'Enshū andon en est une variété. Une théorie l'attribue à Kobori Enshū qui vécut à la fin de l'époque Azuchi Momoyama et au début de l'époque d'Edo. De forme tubulaire, il a une ouverture à la place d'un tiroir. Une autre variété est le Ariake andon, une lampe de chevet. Le kakeandon, sous les combles d'un magasin, portant souvent le nom du commerçant, est une vue habituelle dans les villes.
L'expression hiru andon, ou « lampe de jour », renvoie à quelqu'un ou quelque chose qui semble ne servir à rien. Dans les dramatisations de l'histoire des 47 rōnin, cette descriptions est souvent appliquée à Ōishi Kuranosuke.

## Bonbori
Le bonbori est un petit andon portable à section hexagonale et une ouverture assez large en haut. Comme l'andon, il est fait de papier étendu sur un cadre. Il est utilisé en extérieur durant les festivals et peut être suspendu à un câble ou à un mât.

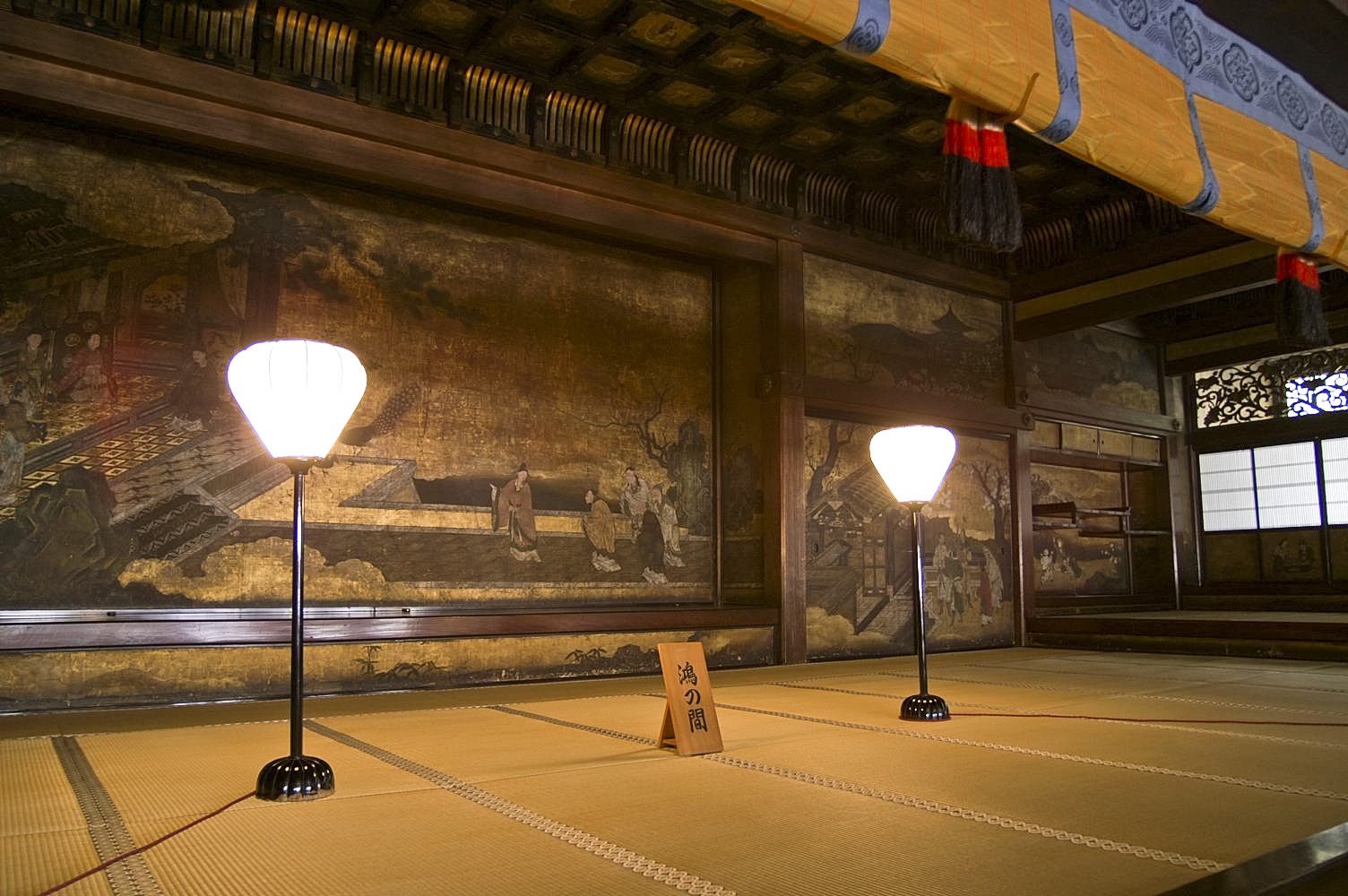
Kō-no-ma (鴻の間), Nishi-Hongan-ji, à Kyoto.
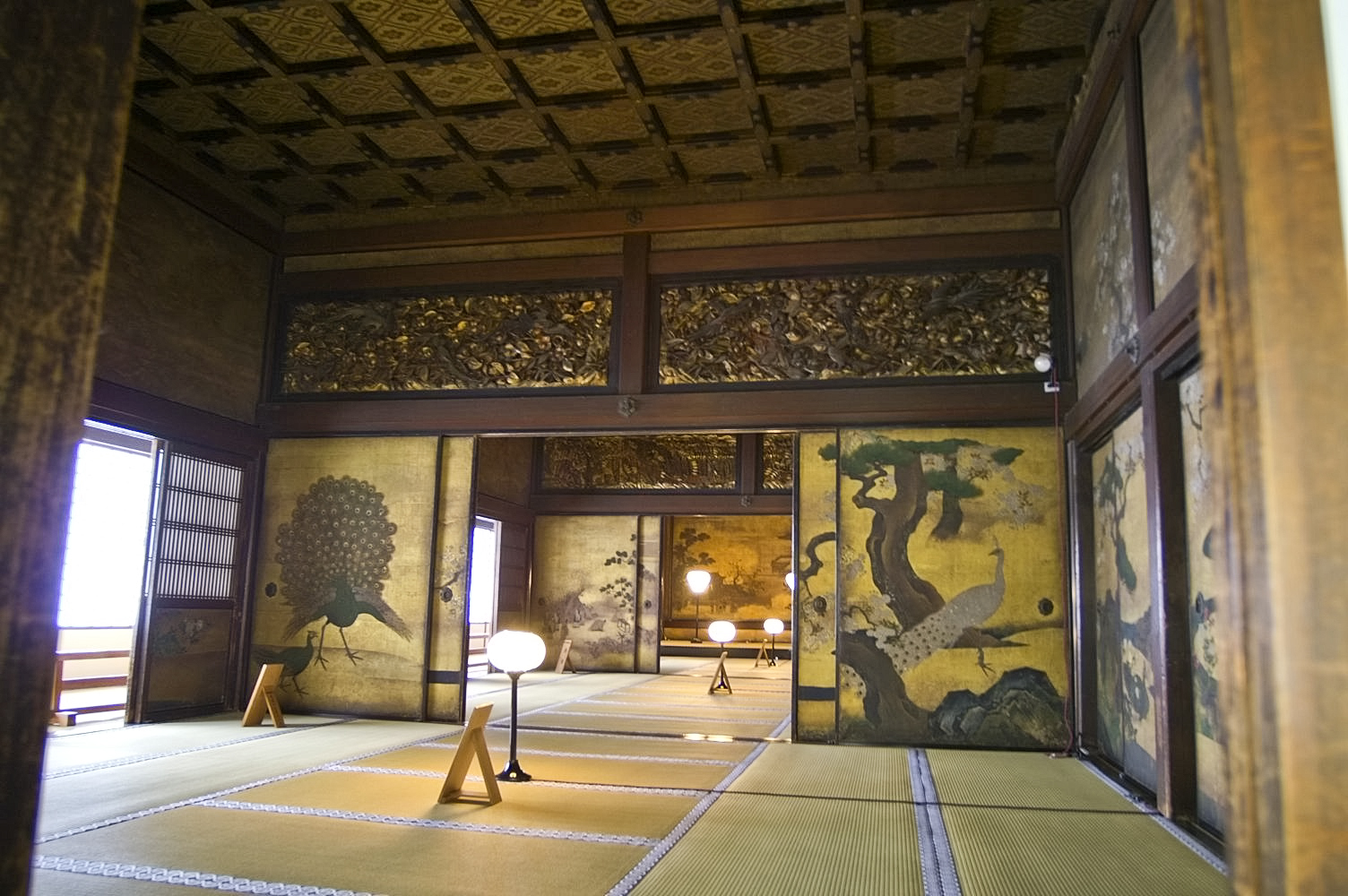
Nishi Honganji, à Kyoto.
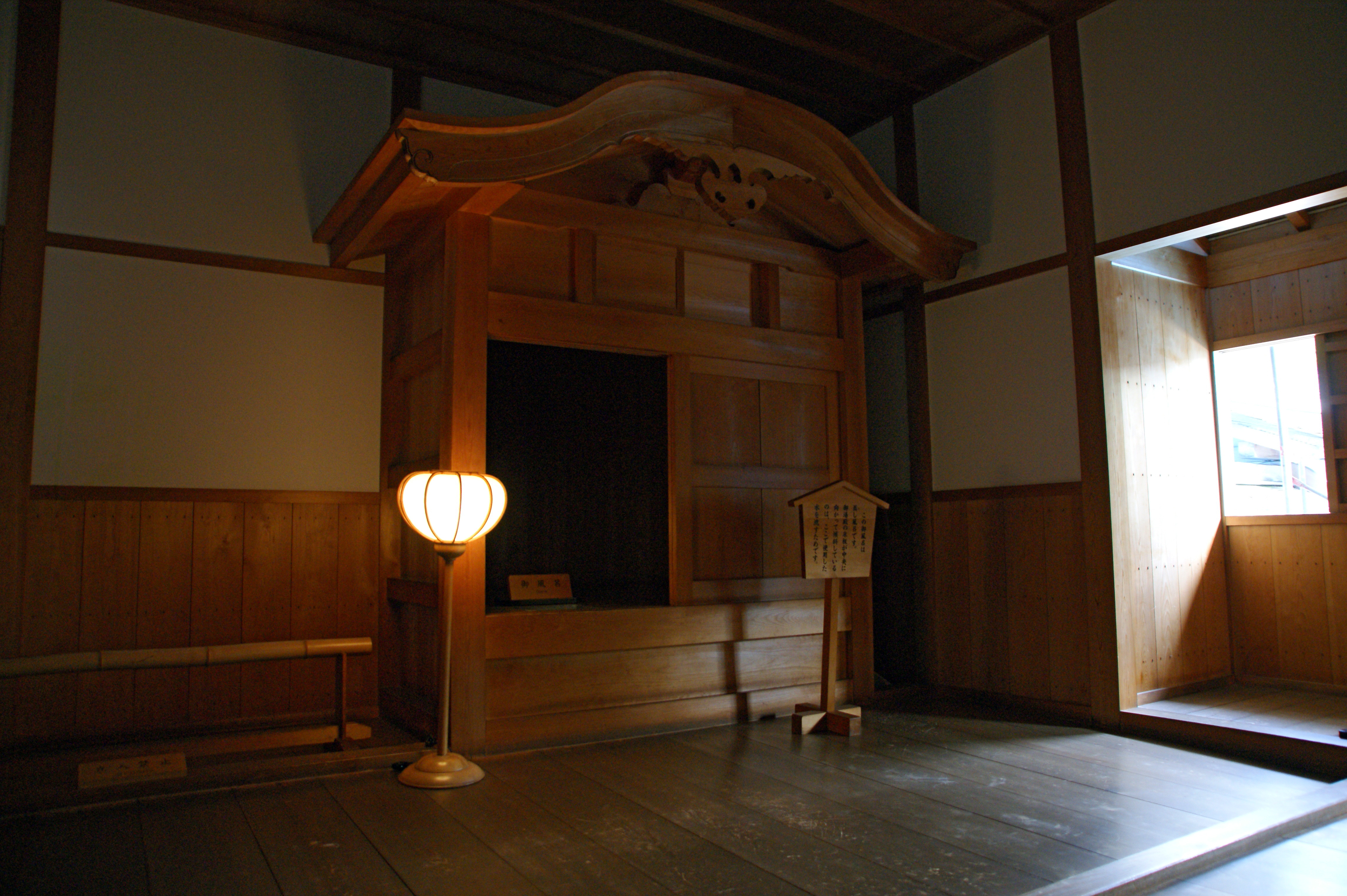
Yōkōkan Teien (養浩館庭園) à Fukui.
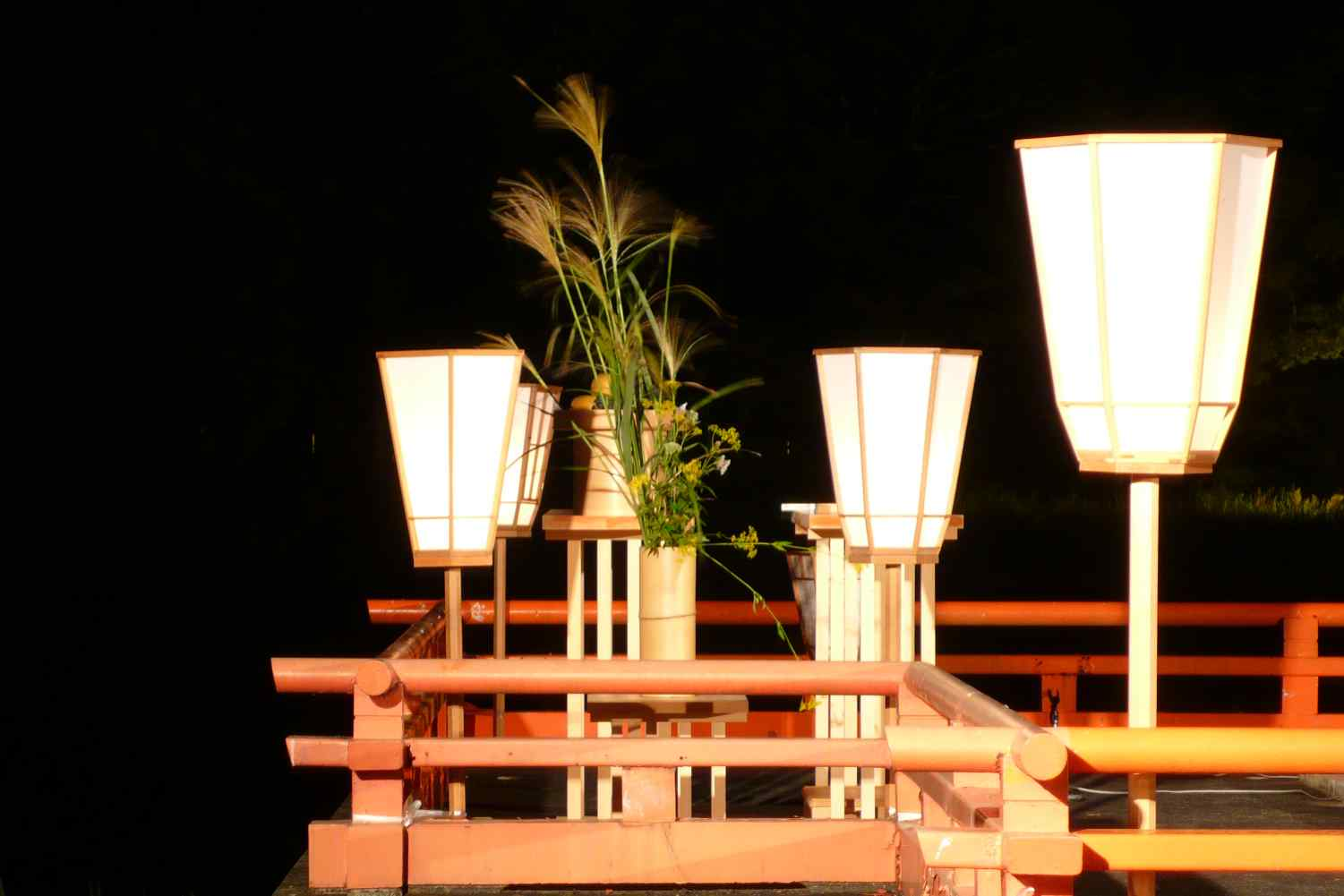
Kangetsu-kai (観月会) à Ise-jingū.
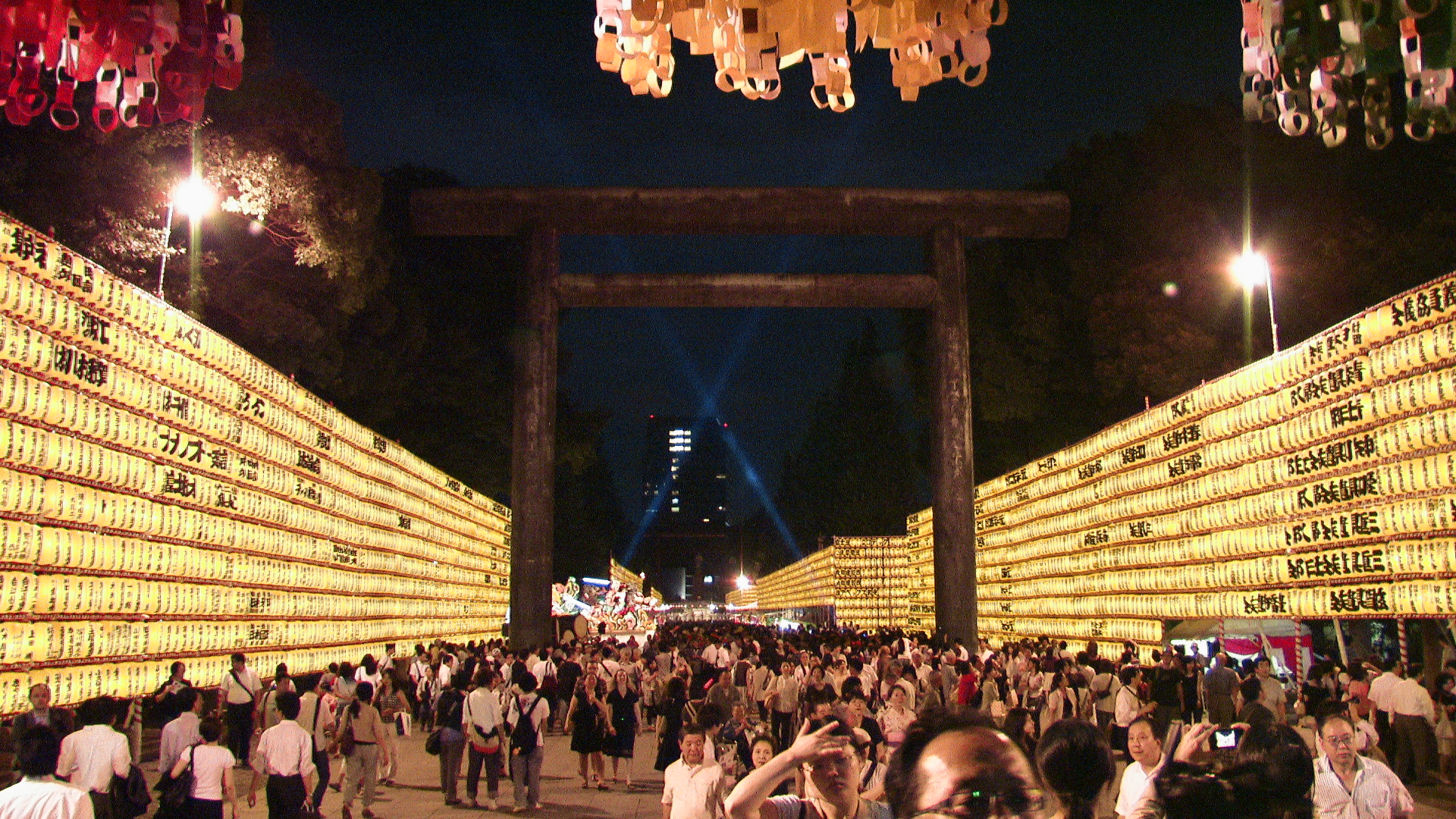
Kake-bonbori (懸雪洞), le festival Mitama matsuri au sanctuaire Yasukuni.
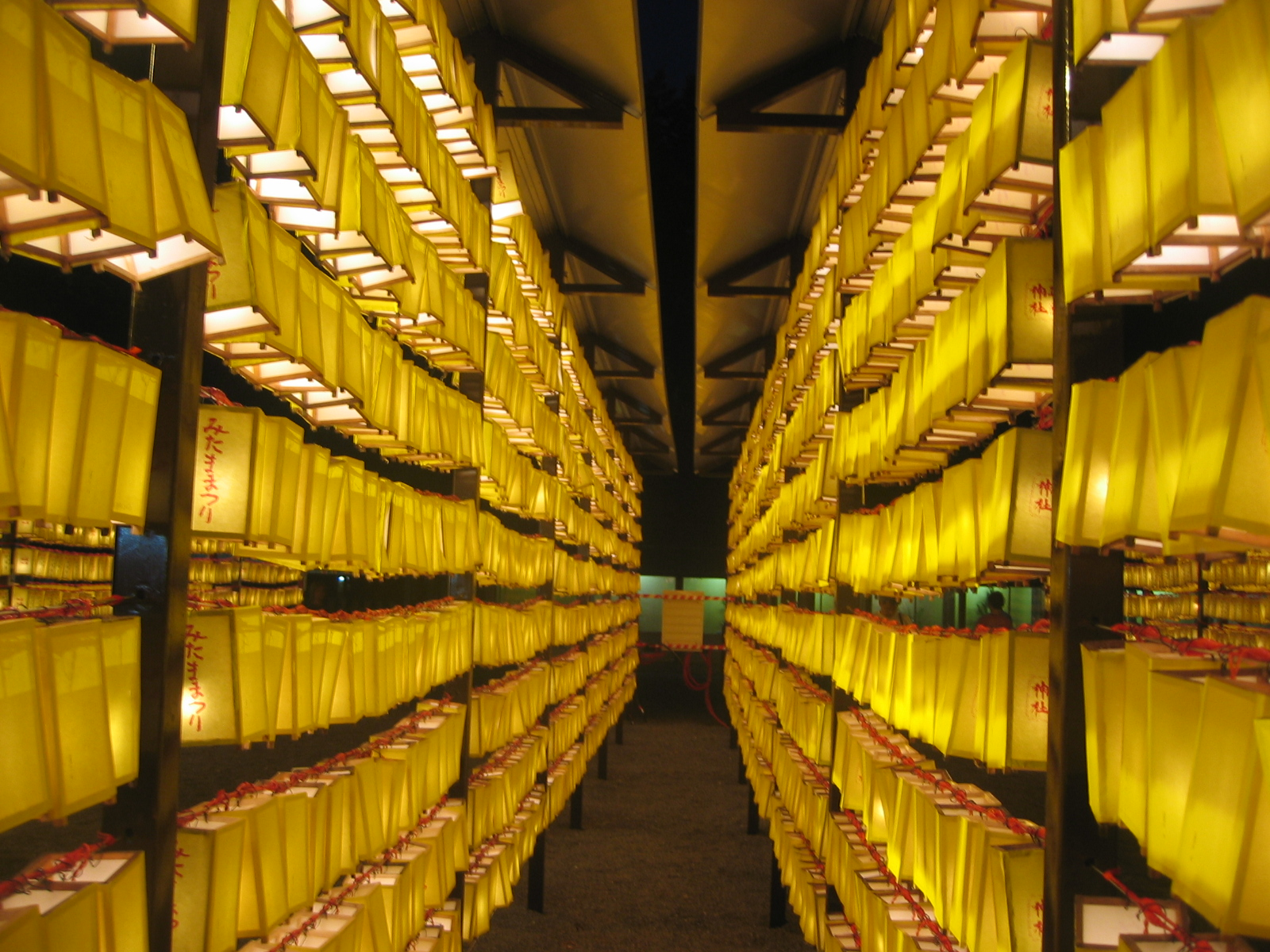
Le festival Mitama matsuri au sanctuaire Yasukuni.
Hina matsuri.
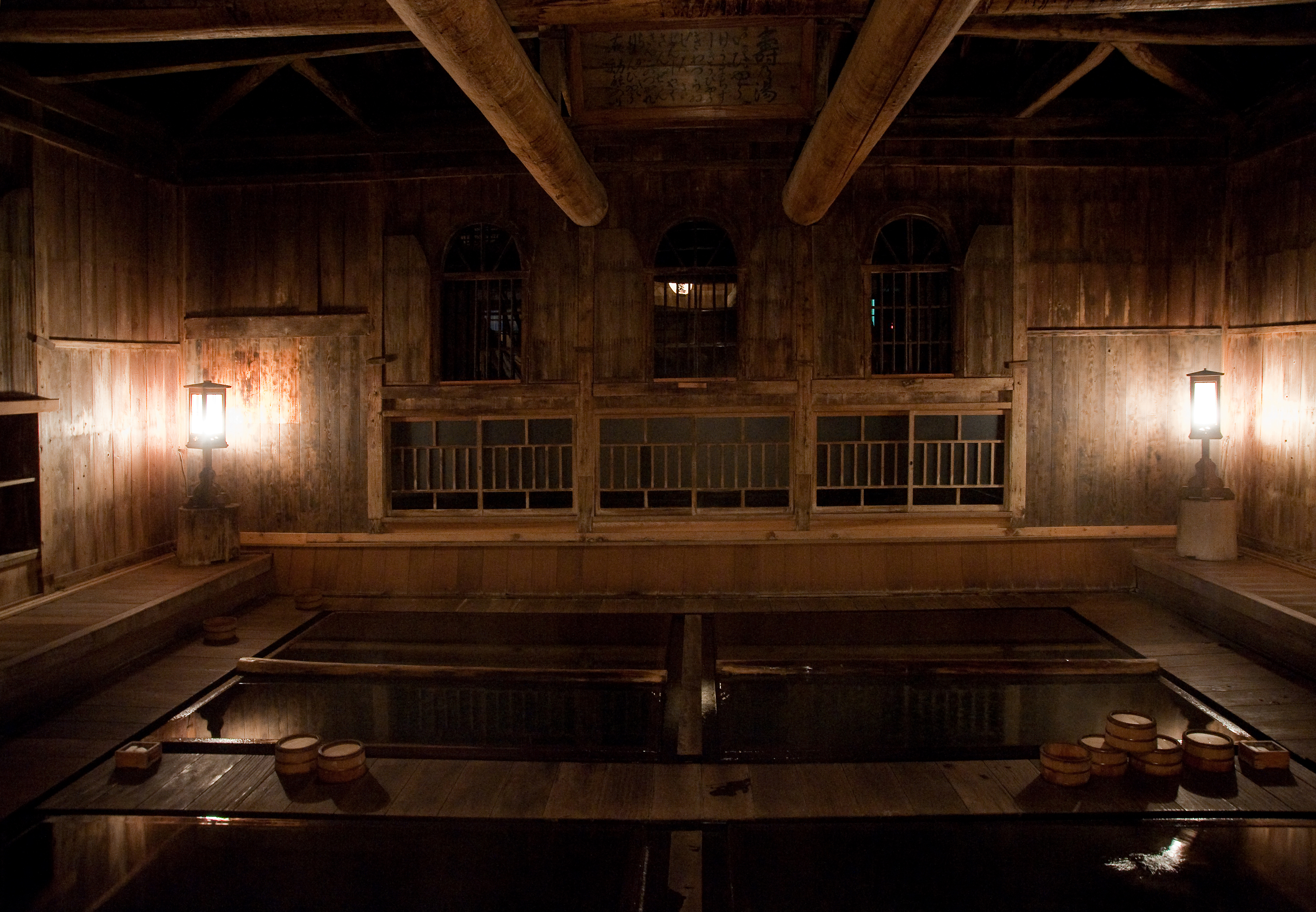
Hōshi Onsen (法師温泉), construit en 1895 à Gunma.

## Chōchin
Le chōchin (提灯) possède un cadre en bambou enroulé en spirale. Le papier ou la soie protège la flamme du vent. La structure en spirale lui permet de se replier dans le panier du fond. Le chōchin est suspendu par un crochet fixé dans sa partie supérieure. Dans le Japon d'aujourd'hui, les chōchin en plastique avec des ampoules électriques sont produits comme nouveautés,  souvenirs, pour les matsuri et les rassemblements. La première mention d'un chōchin date de 1085 et on en trouve un reproduit dans une illustration de 1536.
L'akachōchin, ou lanterne rouge, indique un izakaya.

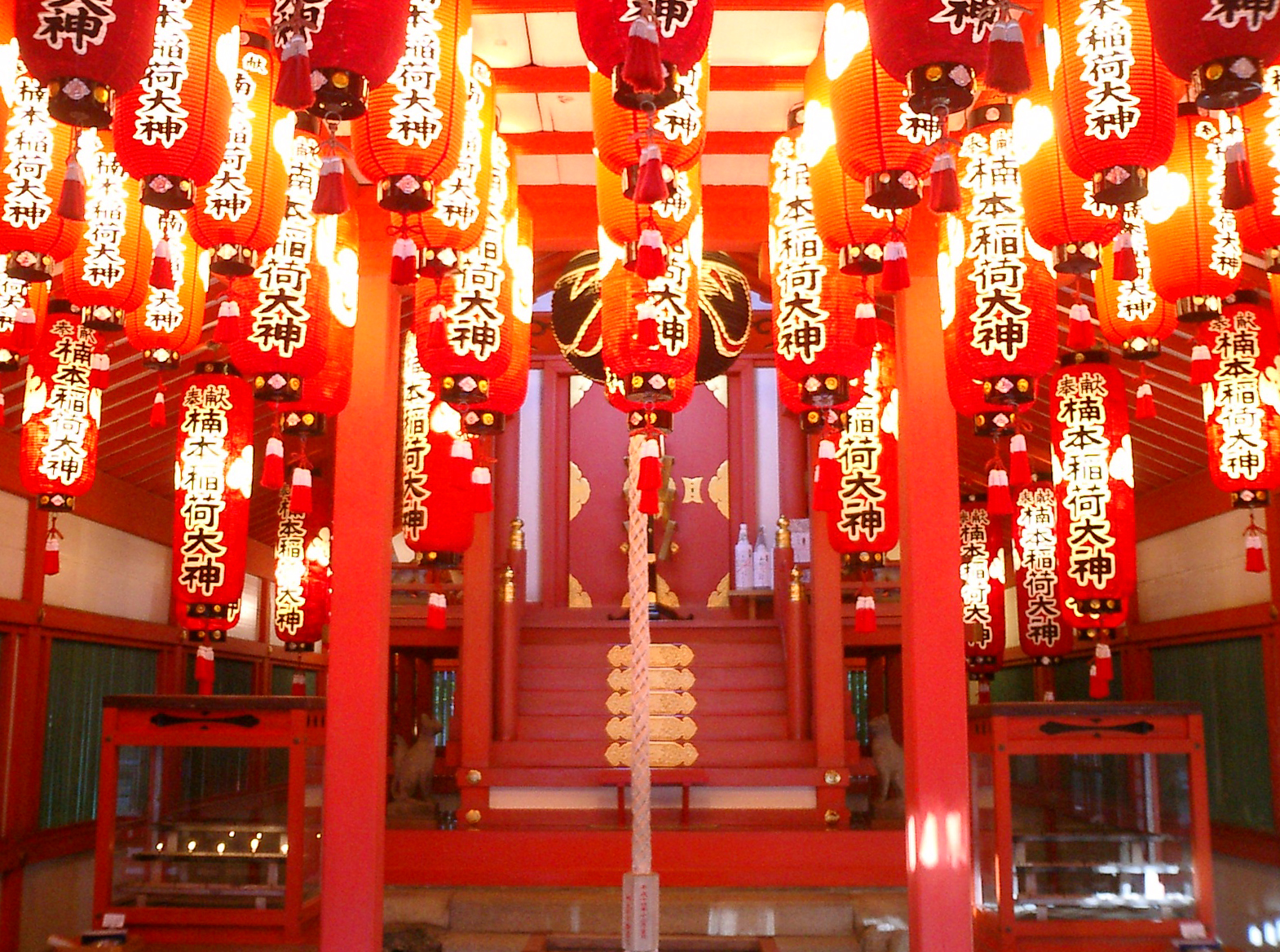
Sanctuaire de Minatogawa à Kōbe.
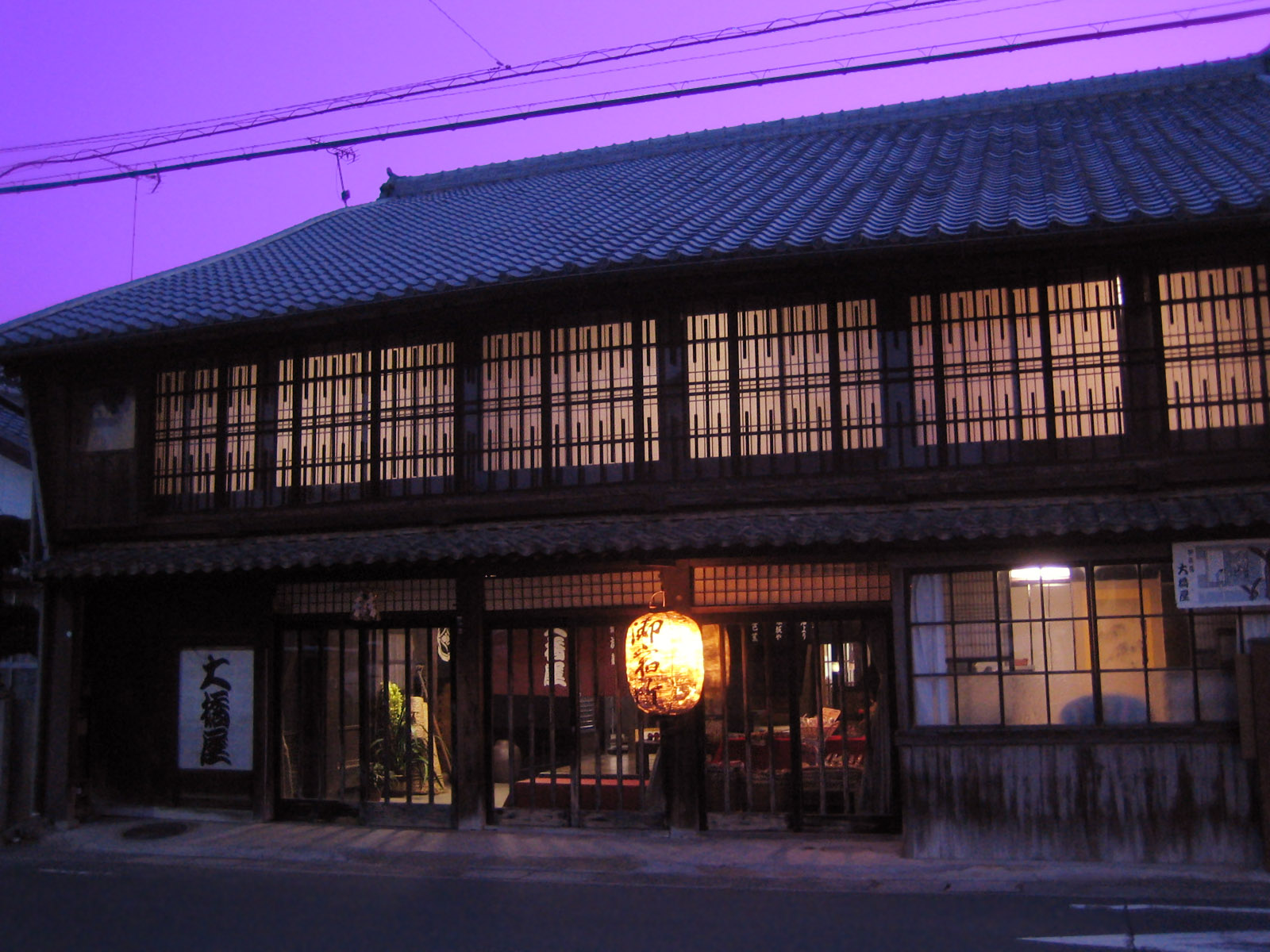
Ōhashi-ya (大橋屋), établi en 1649, construit en 1705 à Aichi.
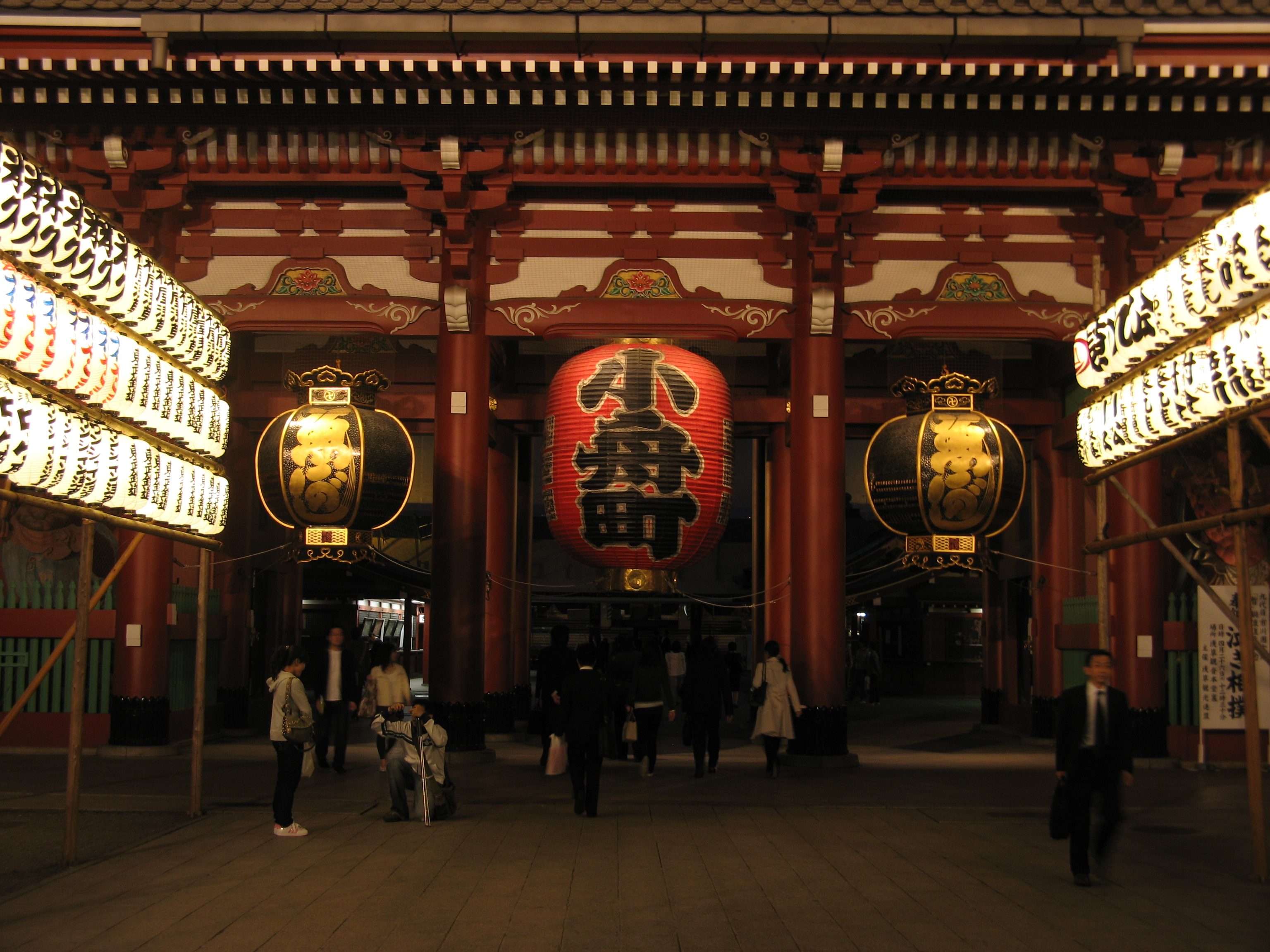
Sensō-ji, à Asakusa.
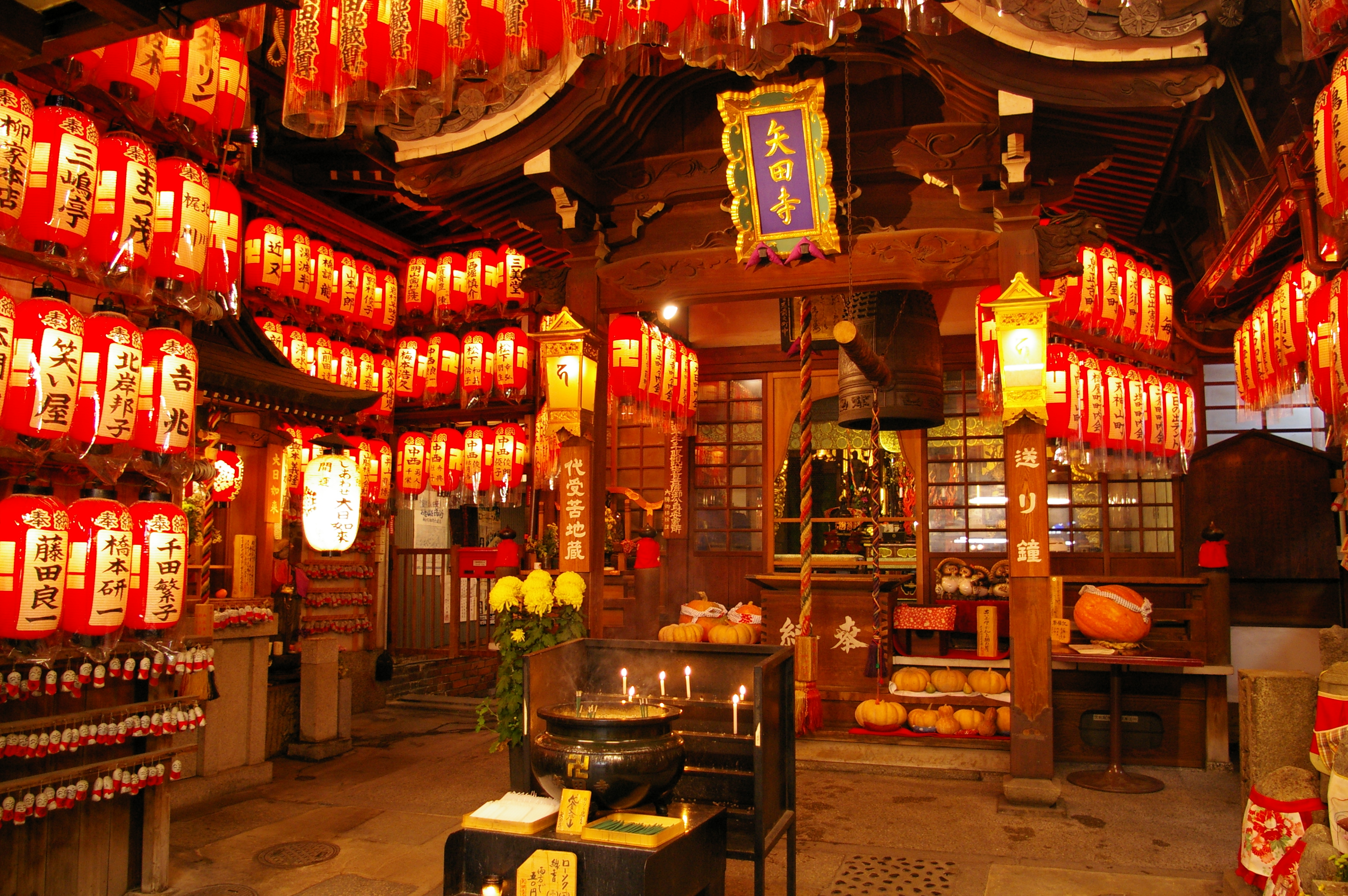
Temple Yata-dera (矢田寺?) à Kyōto.
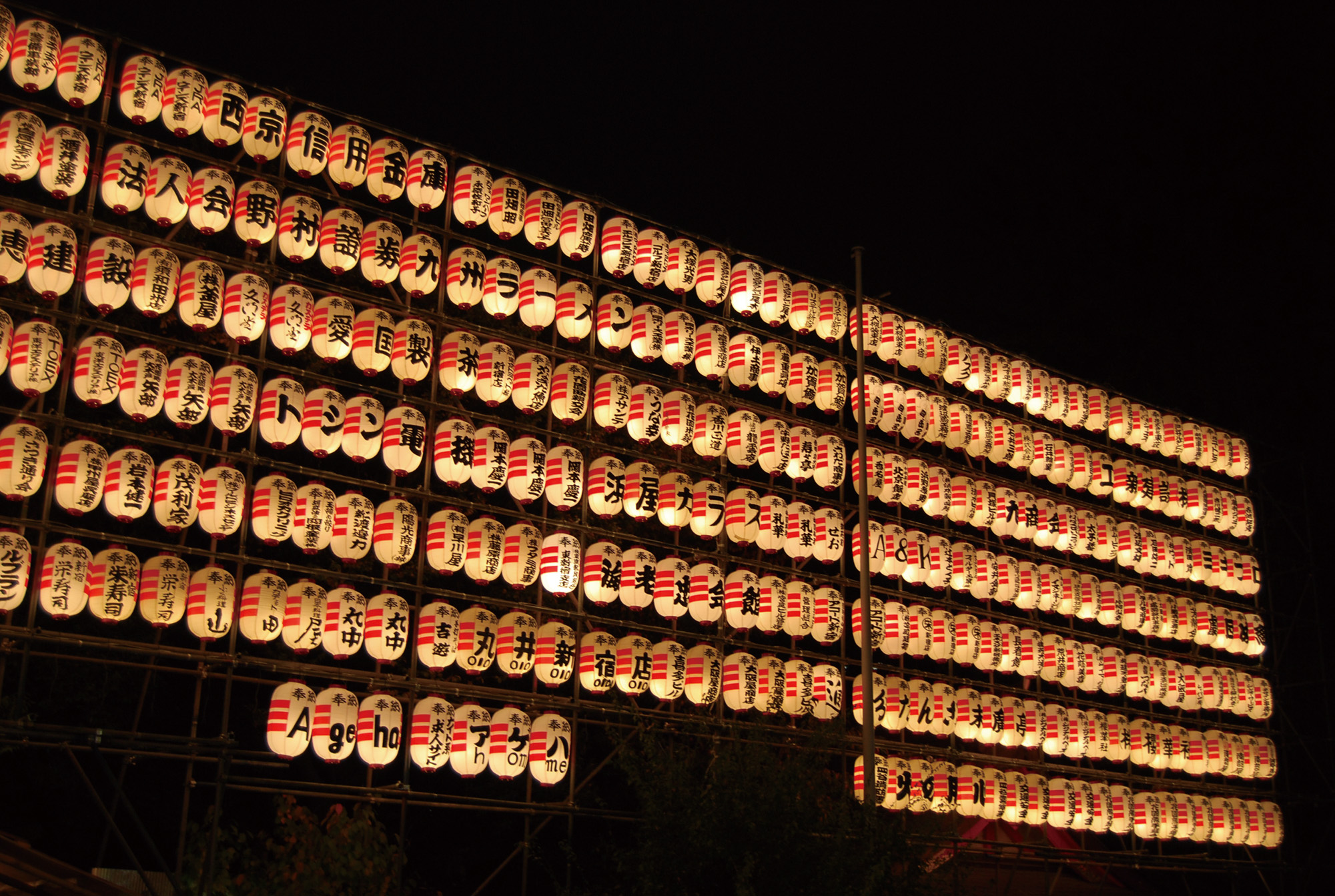
Festival des mille lumières de Hanazono-jinja à Tōkyo.
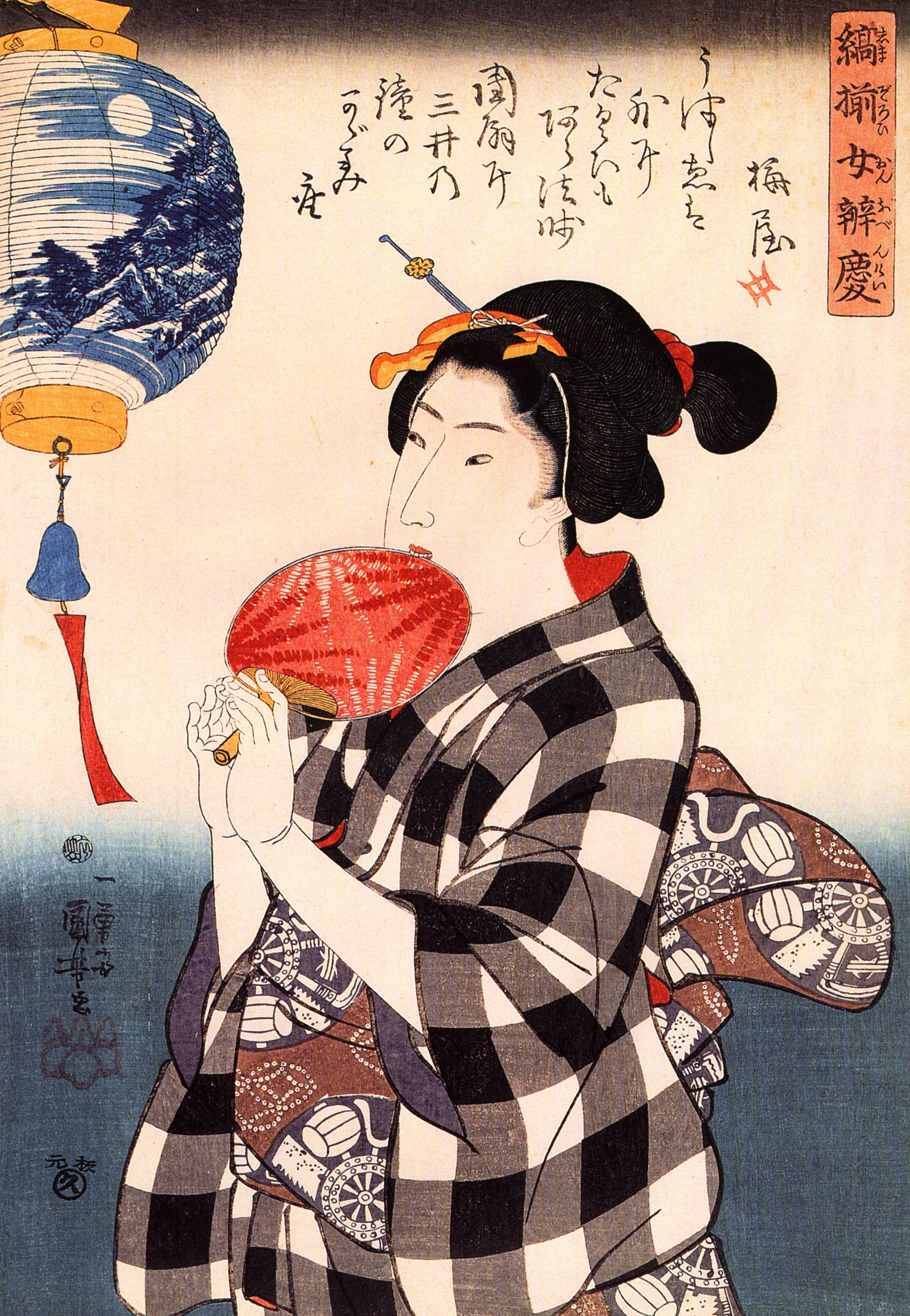
Kuniyoshi Utagawa (1797-1861).

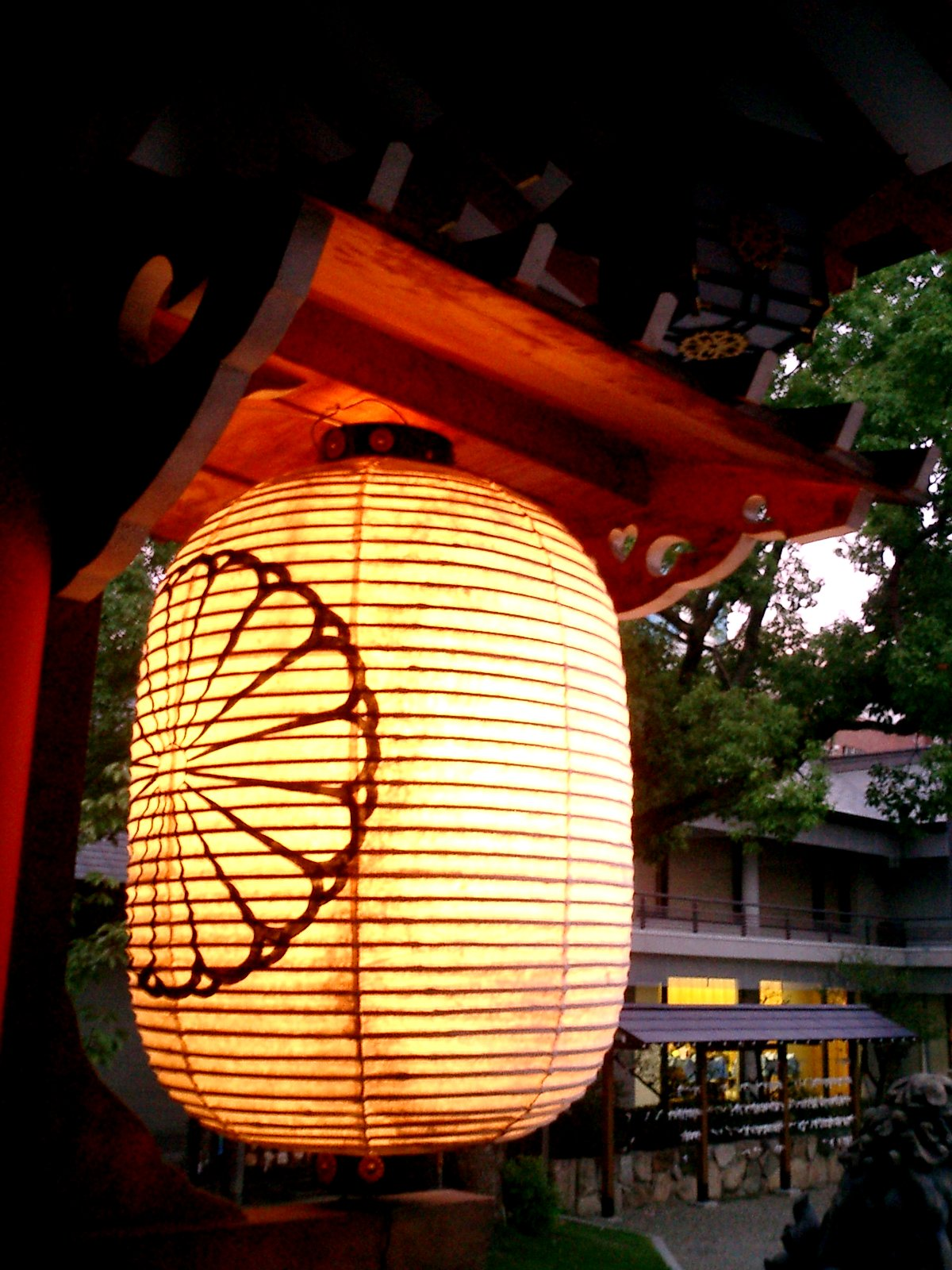
Sanctuaire Ikuta-jinja à Kōbe.
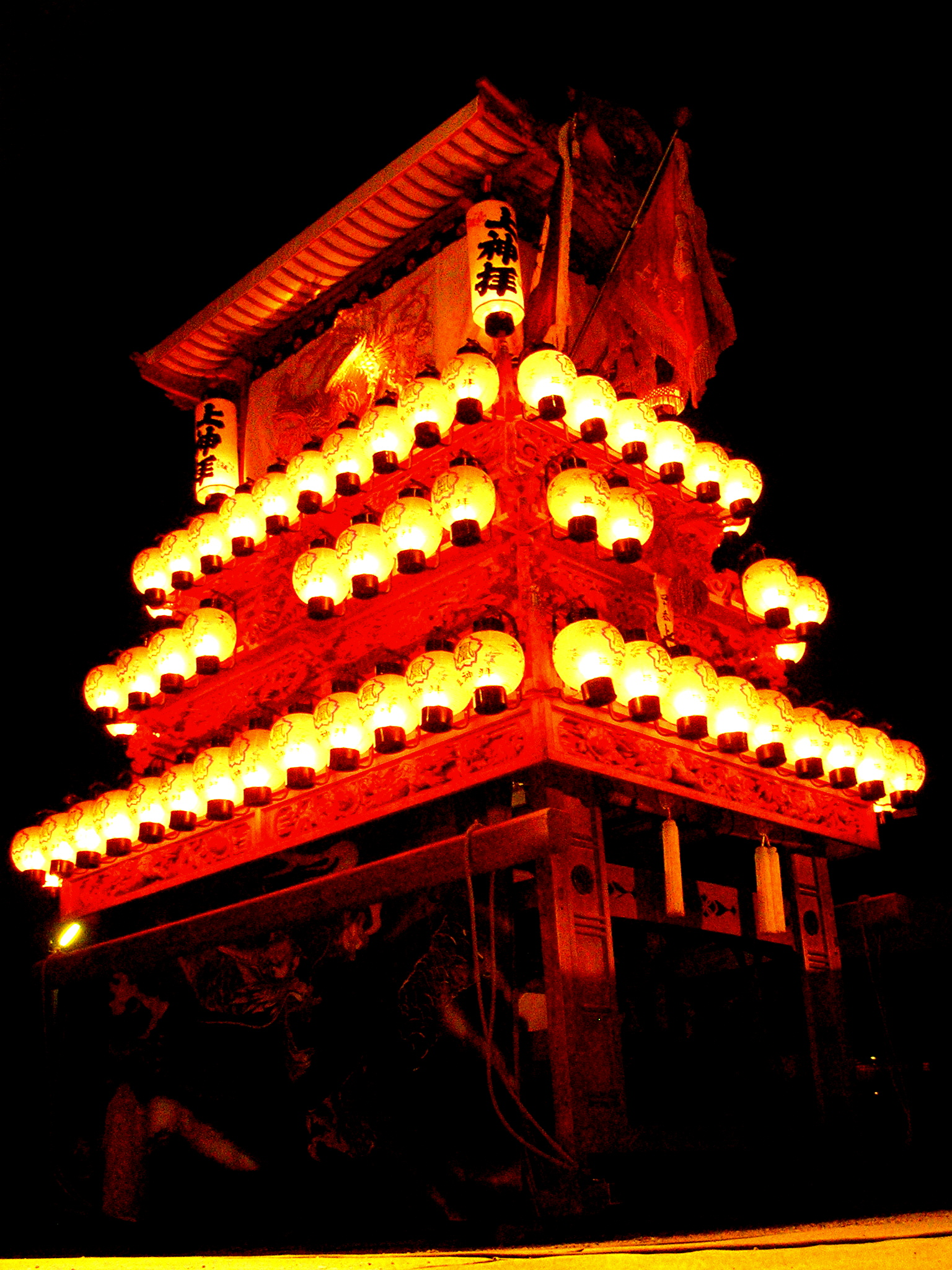
Saijo matsuri (西条祭り), à Ehime.
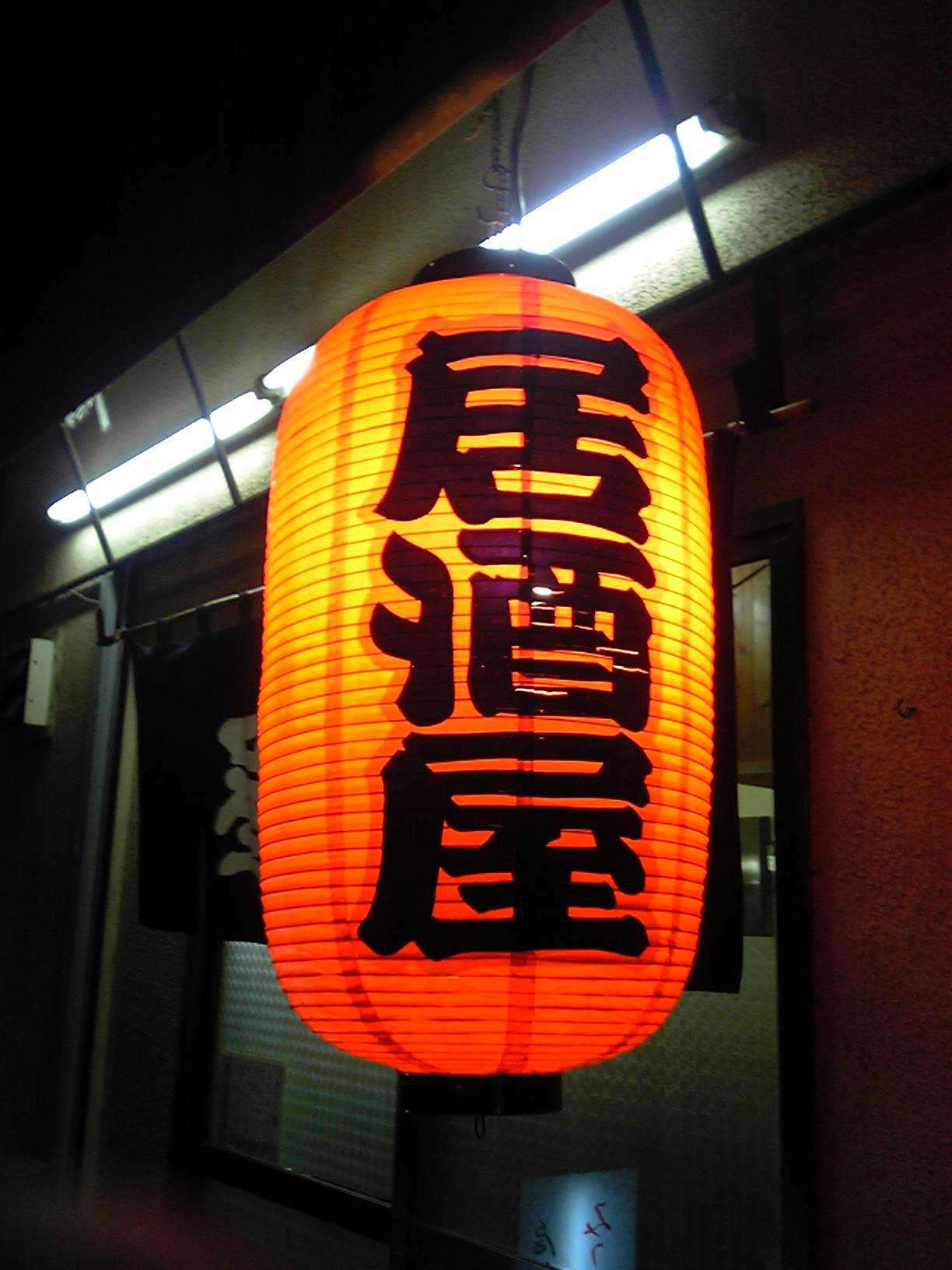
Lanterne akachōchin à l'extérieur d'un izakaya.
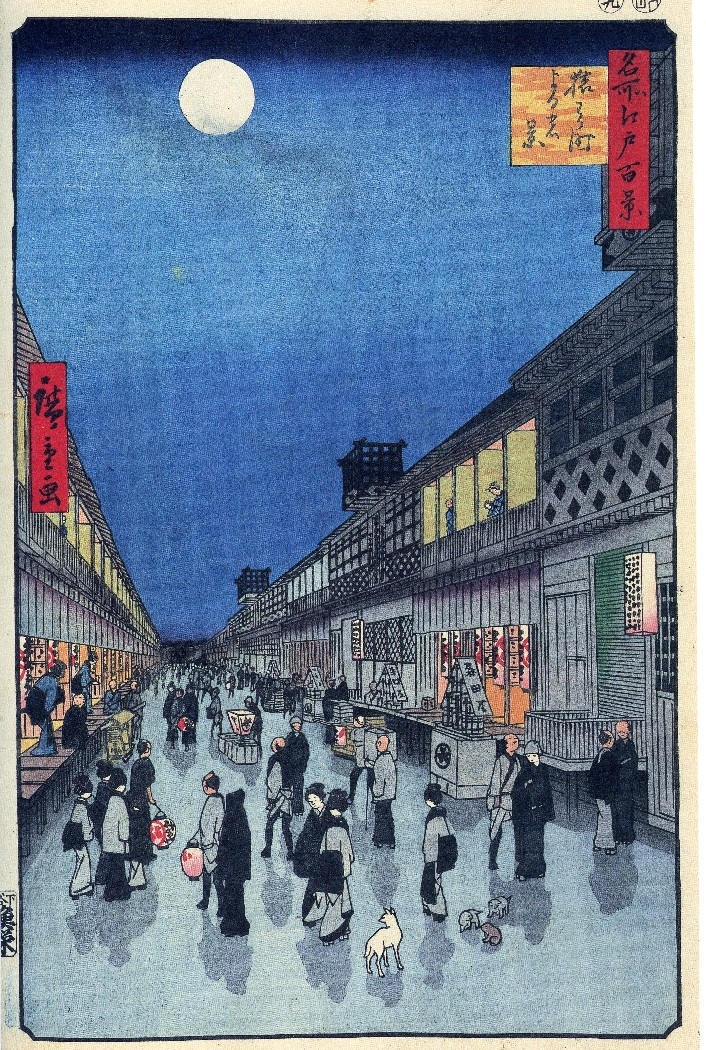
Utagawa Hiroshige (1797-1858).
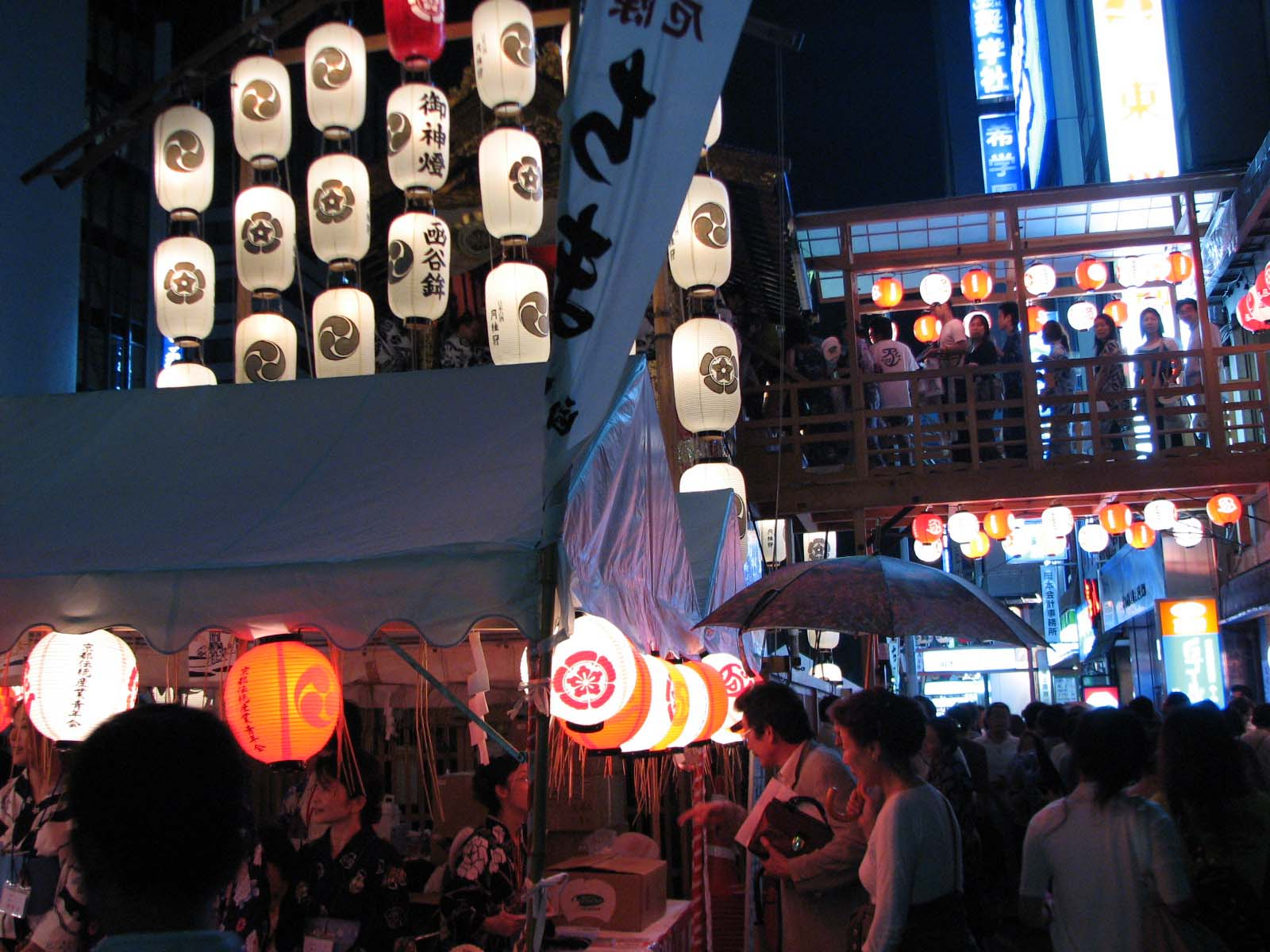
Gion matsuri (祇園祭), à Kyōto.
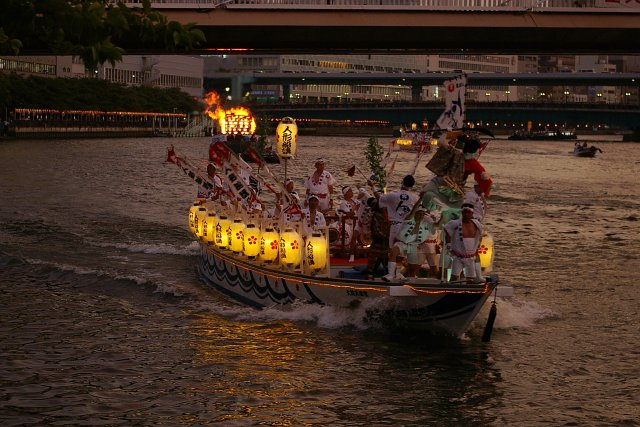
Tenjin matsuri (天神祭), sanctuaire Ōsaka Tenman-gū.

## Tōrō
Utilisé à l'origine au sens large pour désigner toute lanterne, le mot « tōrō » en est venu à signifier toute lampe de pierre, de bronze, de fer, de bois ou en un autre matériau lourd. Ils illuminent les terrains des temples bouddhistes, des sanctuaires shinto, des jardins japonais et tous autres emplacements dont le décor possède une connotation traditionnelle. L'huile et les bougies d'antan ont cédé la place à l'ampoule électrique.

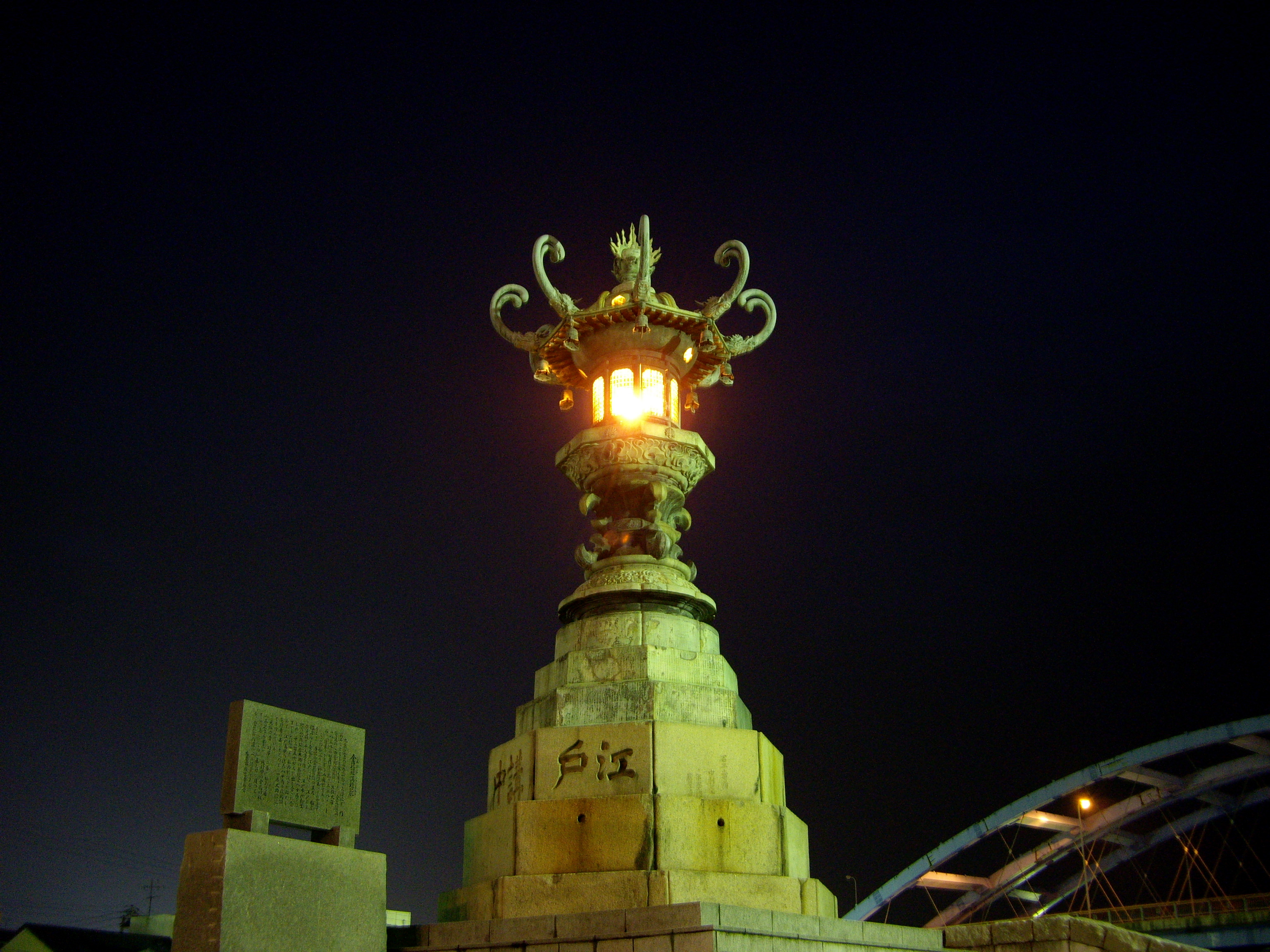
Tasuke tōrō (太助灯籠), érigé en 1838 à Kagawa (Kotohira-gū).
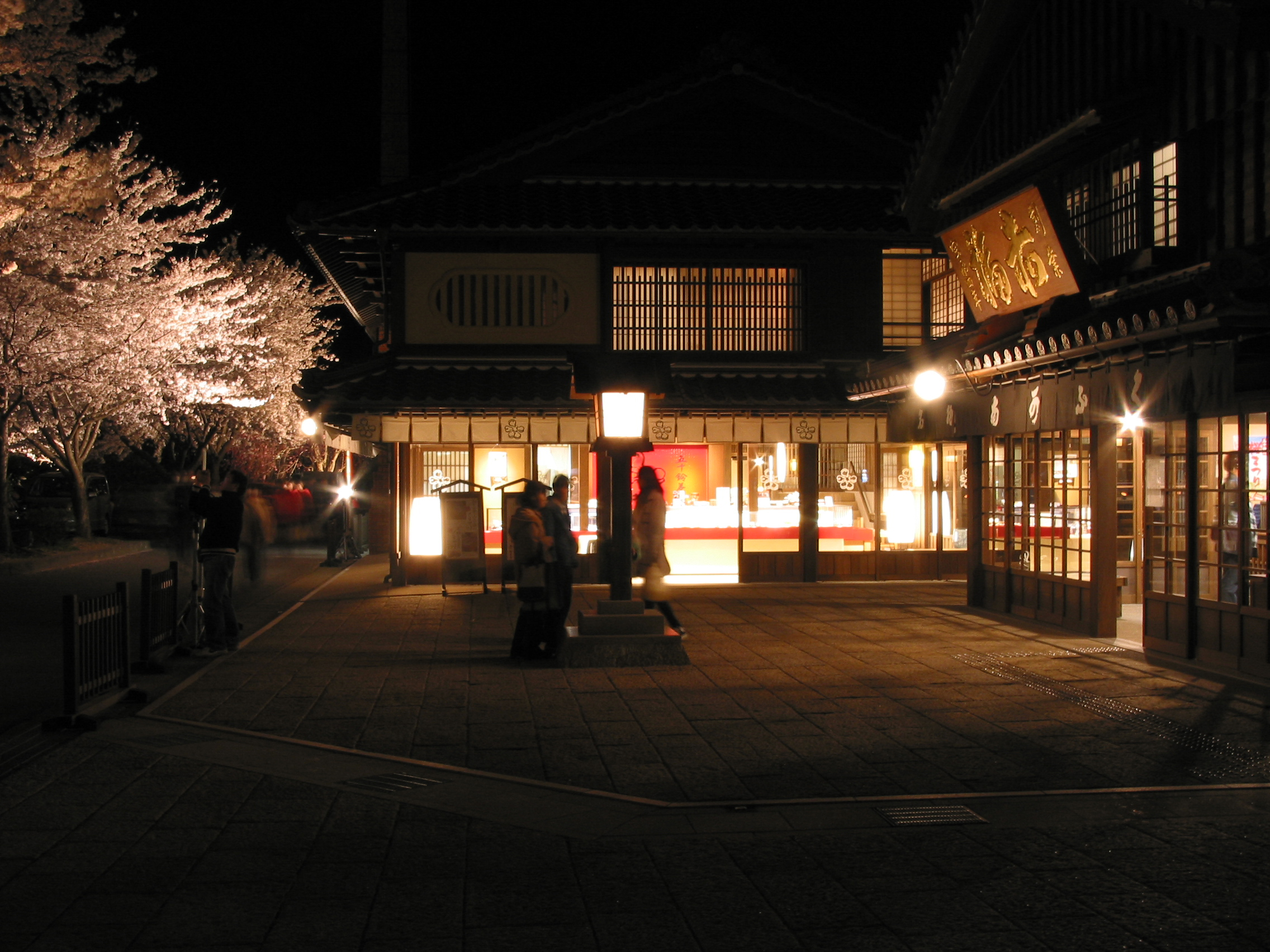
Isuzuchaya (五十鈴茶屋) et akafuku (赤福), à Ise (Mie).
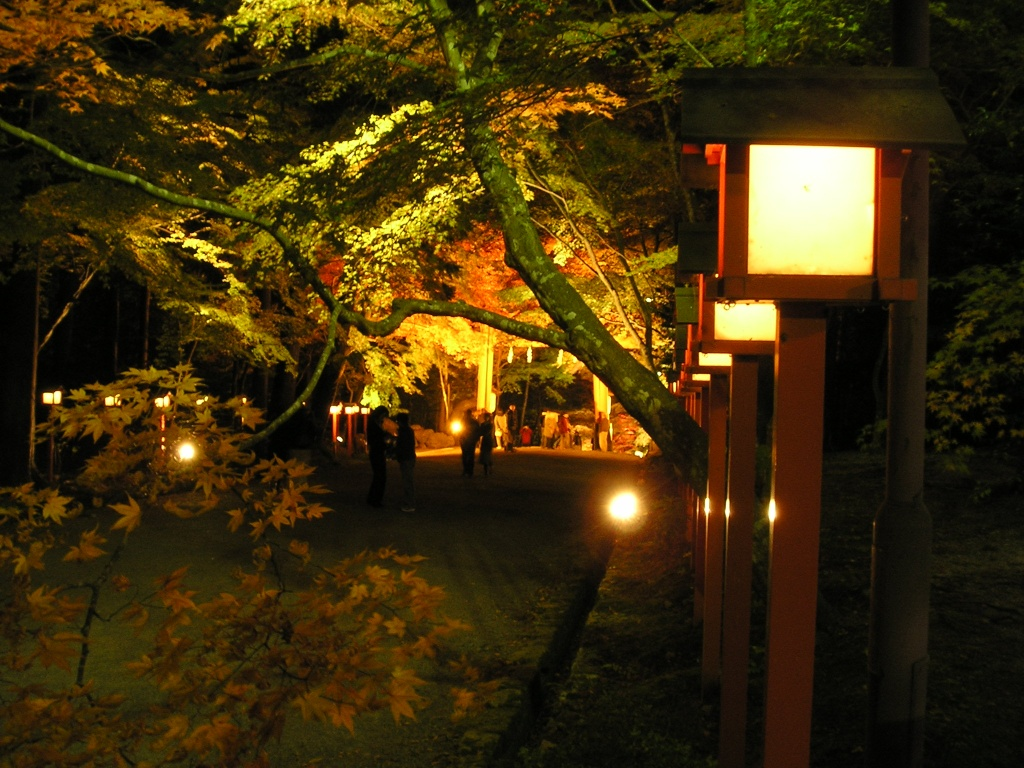
Le festival Momiji matsuri (もみじ祭) au sanctuaire Hiyoshi-taisha.

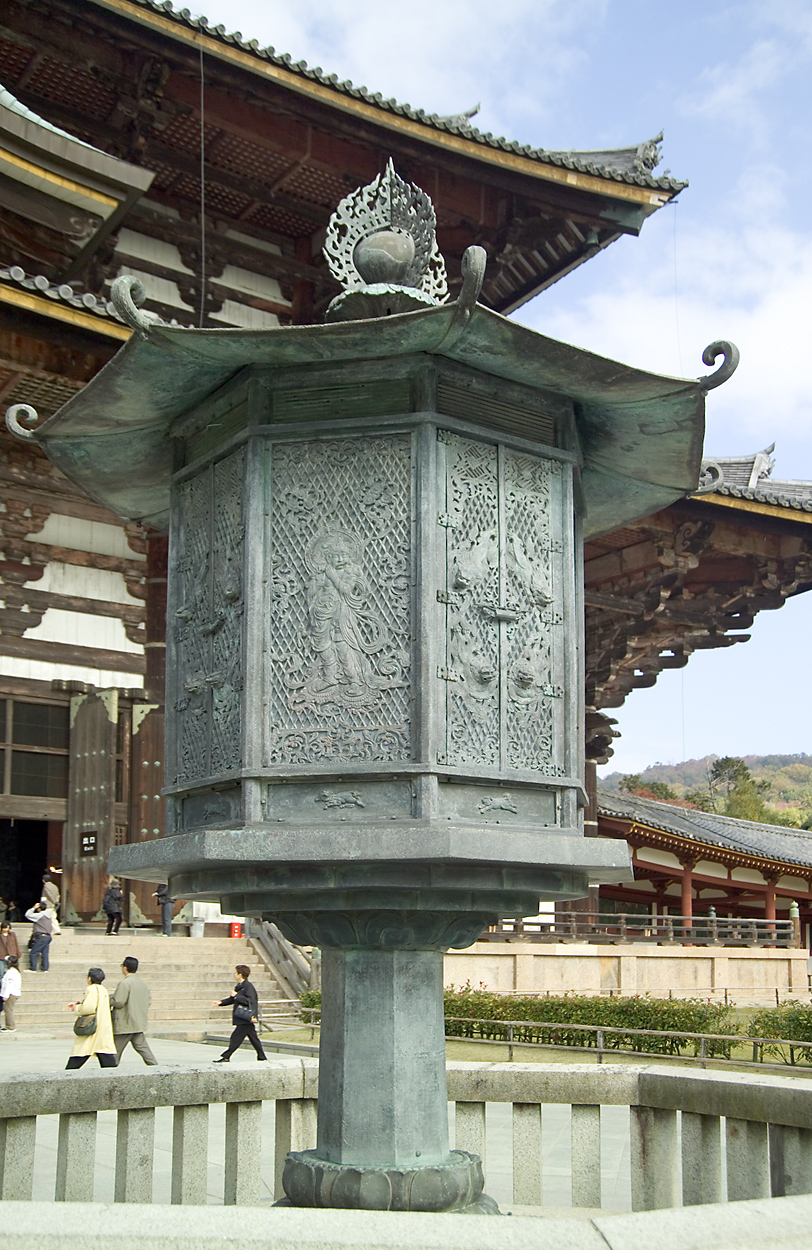
Ce tōrō en bronze se trouve au Tōdai-ji à Nara.
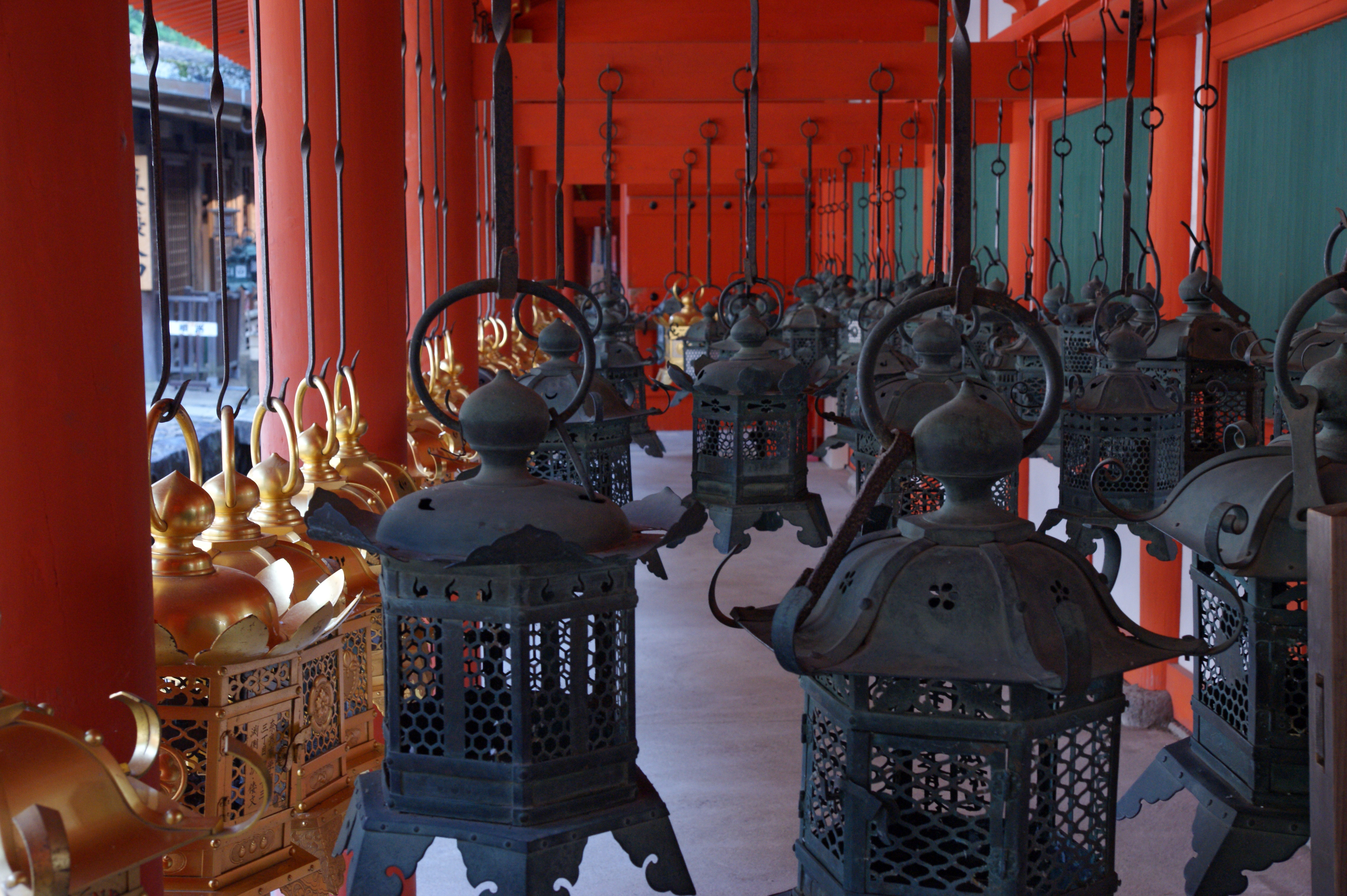
Kasuga-taisha à Nara.
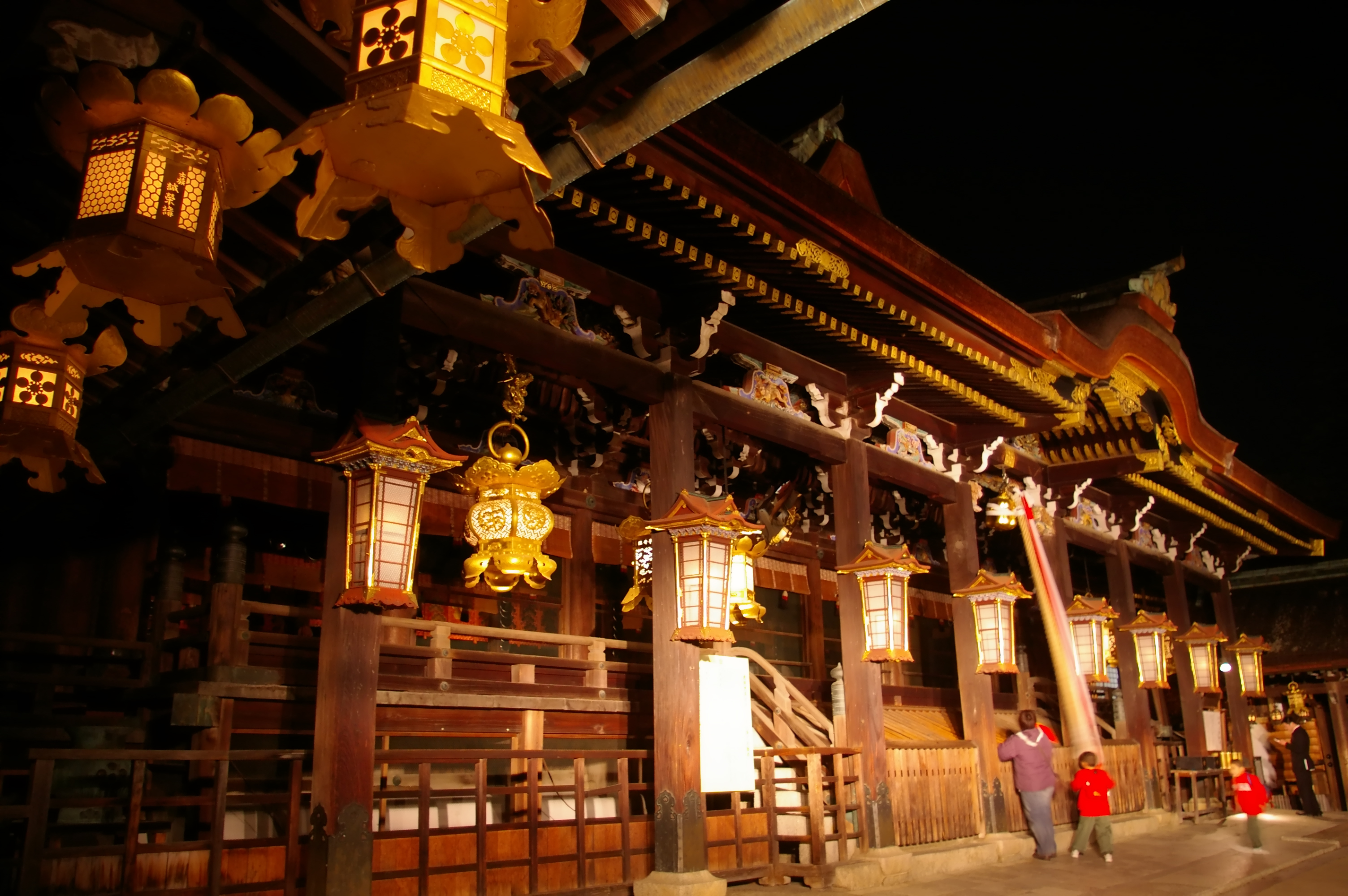
Kitano Tenman-gū à Kyōto.
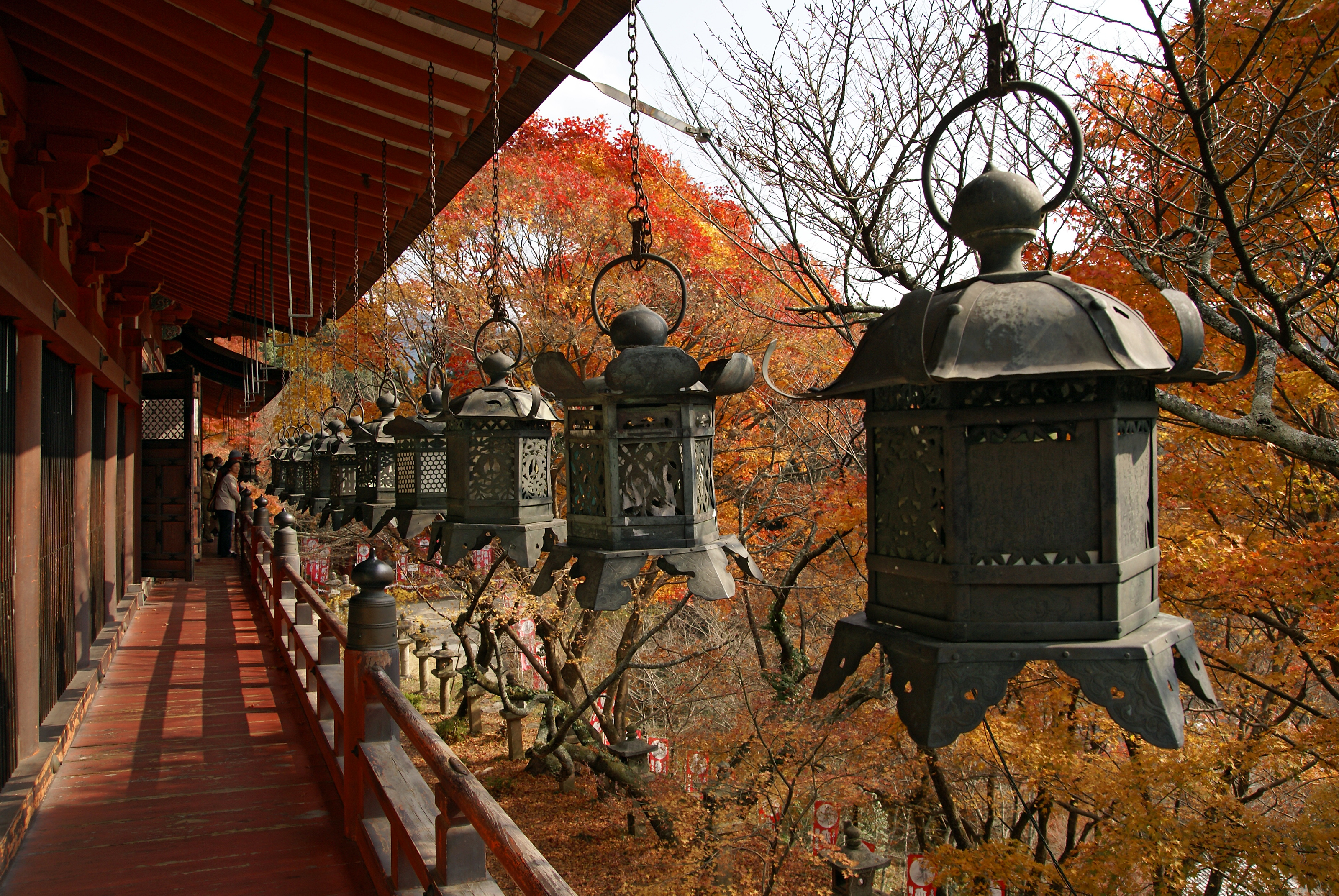
Sanctuaire Tanzan à Nara.